# Borsig-Villa Reiherwerder

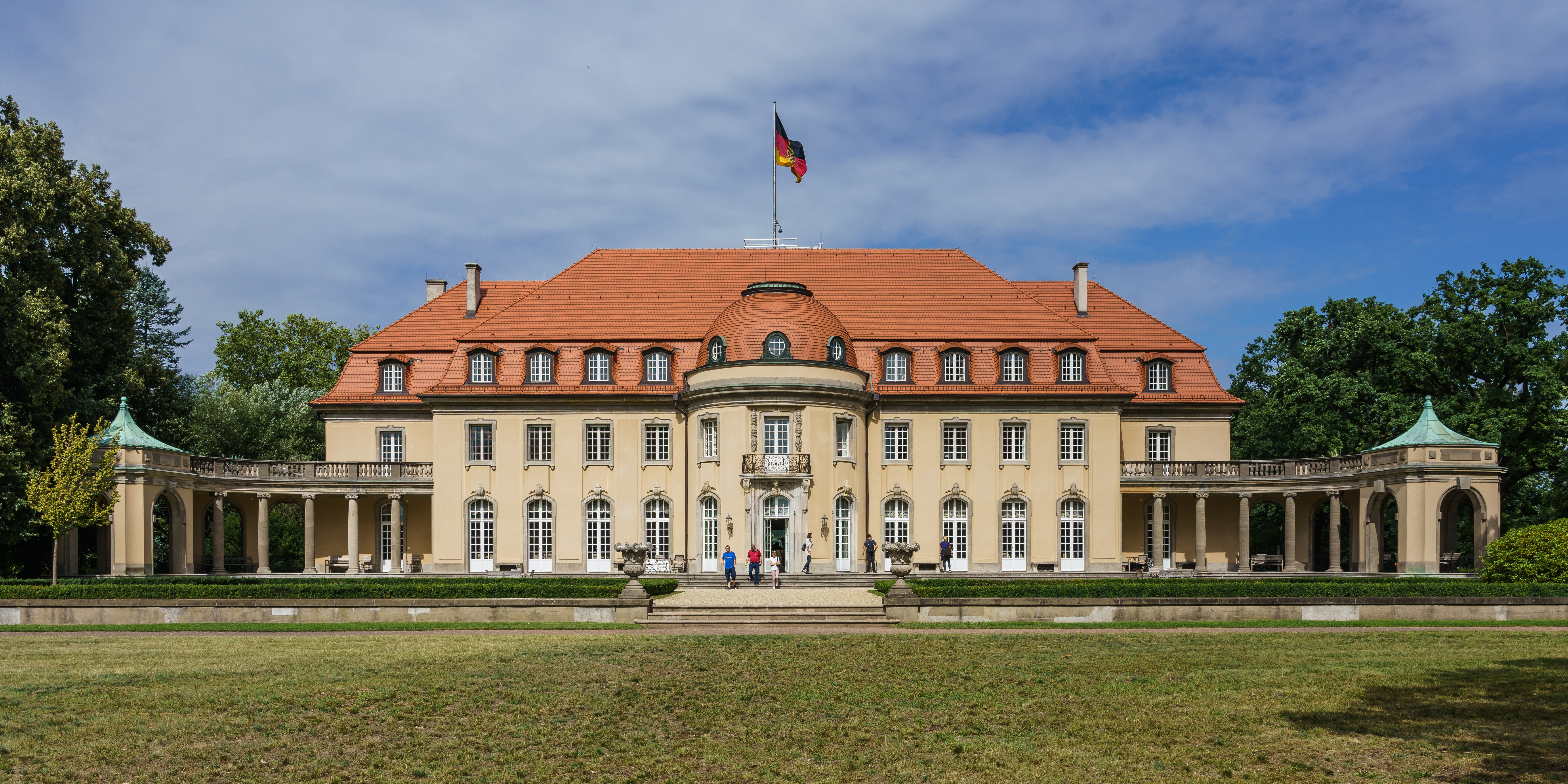
Borsig-Villa Reiherwerder

Die Borsig-Villa Reiherwerder ist ein ehemaliges Landhaus der Berliner Unternehmerfamilie Borsig. Es liegt auf der 12,37 Hektar großen Halbinsel Reiherwerder auf der Nordwestseite des zum Berliner Bezirk Reinickendorf gehörenden Tegeler Sees und gehört heute zusammen mit den benachbarten Gebäuden zur Akademie Auswärtiger Dienst des Auswärtigen Amts, in denen seit Anfang 2006 alle Angehörigen des mittleren, gehobenen und höheren  Auswärtigen Dienstes ausgebildet werden. Die Villa selbst dient als Gästehaus des Auswärtigen Amtes. Unmittelbar nördlich der Villa gibt es zur Wasserseite hin einen vorgelagerten Garten in neobarockem Stil (Gartendenkmal Villengarten des Landhauses Borsig). Das gesamte Gelände ist für die Öffentlichkeit nicht zugänglich.

## Geschichte

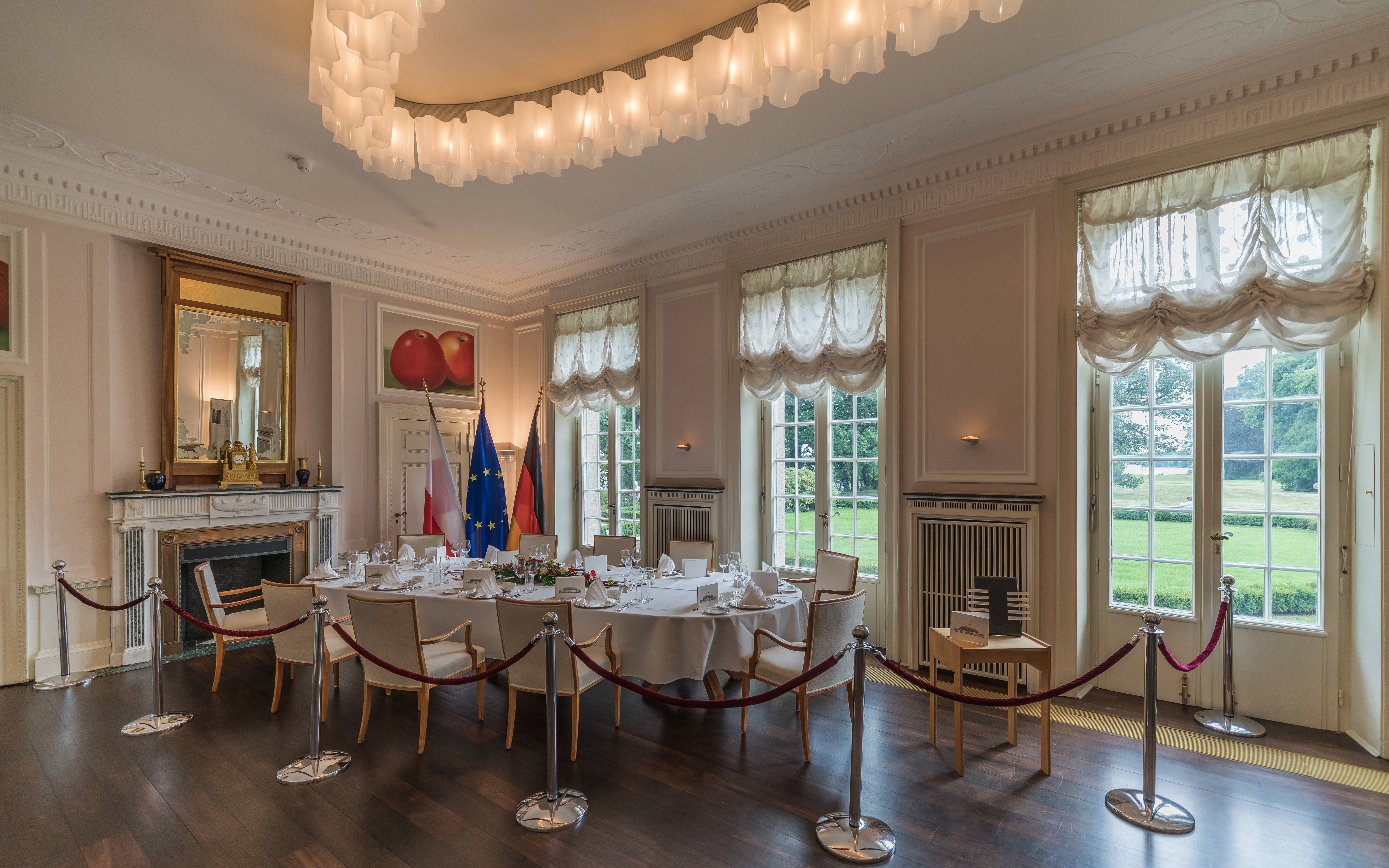
Interieur der Villa

Nachdem der Industrielle Ernst Borsig 1898 den Sitz der von seinem Großvater August Borsig gegründeten A. Borsig GmbH von „Feuerland“ in der Oranienburger Vorstadt (heute ein Teil des Ortsteils Mitte) nach Tegel verlegt hatte, erwarb er von Nachkommen der Familie von Humboldt die damals noch durch Sumpfland getrennten Inseln Großer und Kleiner Reiherwerder. Zunächst ließ er ab 1903 das Sumpfgelände trockenlegen; aus den beiden Inseln entstand die Halbinsel Reiherwerder. Im Bereich des Kleinen Reiherwerders wurde anschließend mit dem Bau eines einfachen Landhauses – Alte Villa genannt – begonnen, das 1908 fertiggestellt war. Diese Villa genügte aber schon bald nicht mehr Borsigs Ansprüchen, und so beauftragte er die Architekten Alfred Salinger und Eugen Schmohl mit dem Entwurf einer neuen, repräsentativeren Villa auf dem Großen Reiherwerder. Dabei legte Borsig Wert darauf, dass die neue Villa dem Potsdamer Schloss Sanssouci ähnelt. Das Gebäude wurde schließlich von 1911 bis 1913 erbaut und war bis zum Herbst 1937 Wohnsitz der Familie Borsig. Nach dem Tod Ernst von Borsig († 1933) wurde das Anwesen dem Deutschen Reich verkauft. Bis zum Ende des Zweiten Weltkriegs wurde das Areal als Sitz der Reichsfinanzakademie genutzt.

Briefmarke 1982

Nach Kriegsende wurde das Gelände Teil von den Forces Françaises à Berlin genutzt. Die Borsig-Villa wurde zur Residenz des Oberkommandierenden der französischen Truppen. 1958 wurde nördlich der Villa mit dem Pavillon du Lac ein französisches Offizierskasino gebaut. Die Villa selbst wurde vorübergehend als Gästehaus der Stadt Berlin und der Bundesrepublik Deutschland sowie ab 1959 als Sitz der Deutschen Stiftung für Internationale Entwicklung genutzt. Mitte der 1980er Jahre erfolgte eine Grundsanierung der Villa.
Helmut Kohl plante Mitte der 1990er Jahre, die Villa zur offiziellen Residenz des Bundeskanzlers herrichten zu lassen, allerdings konnte die Liegenschaft nicht hinreichend gesichert werden. Gerhard Schröder zog nach seinem Amtsantritt 1998 und dem Regierungsumzug 1999 in das ehemalige Gästehaus des Bundes in Berlin-Dahlem, die Villa Wurmbach.
Im Jahr 2003 wurde mit dem Um- und Ausbau des Anwesens zur Akademie Auswärtiger Dienst begonnen, wobei insgesamt rund 24 Millionen Euro investiert wurden. Neben der Sanierung des bestehenden Gebäudebestandes, so auch der Borsig-Villa, wurden mehrere neue Gebäude als Studentenunterkünfte gebaut. Zum Jahreswechsel 2005/2006 erfolgte dann der Umzug der vormaligen Akademie von Bonn-Ippendorf auf den Reiherwerder, wobei der Borsig-Villa die Sonderrolle als Gästehaus des Bundesaußenministers zukommt.